# 岩手町

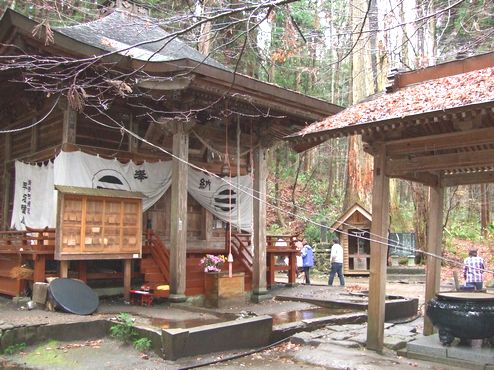
正覚院

岩手町（いわてまち）は、岩手県の中部から北部に位置する、岩手郡に所在する町。東部に北上山地、西部に奥羽山脈があり、北上川が町の中央を南下している。
キャッチフレーズは、「わたしたちが創る　笑顔がいっぱい　いわてまち」。人工芝ホッケー競技場を中心としたホッケーと、石神の丘美術館を中心にした彫刻に力を入れている。

## 歴史

### 沿革
- 1955年（昭和30年）7月21日 - 沼宮内町・一方井村・川口村・御堂村が合併し、岩手郡岩手町が発足。

## 姉妹都市
- 日本国内及び海外都市で姉妹都市や友好都市など姉妹都市提携等を結んでいる市町村は存在しない。

## 地域

### TVチャンネル・ラジオ周波数
岩手町内のテレビ中継局
- 岩手沼宮内テレビ中継局

石神の丘美術館敷地内にあり、紫波新山（盛岡親局）からの電波が届きにくい当町中心部と御堂地区の一部をカバー。
- 岩手大坊テレビ中継局

国道281号城山トンネルの真上に存在し、大坊・江刈内地区の一部をカバー。ただしMITとIATは当地に中継局未設置（地デジについてもMIT・IATは現在のところ当地に中継局設置予定無し）。
- 川口・久保・子抱地区と御堂地区北部は盛岡親局を、一方井・土川地区の一部は西根松尾中継局を各々受信している。
- ラジオはAM・FM共に盛岡親局を受信。

### 健康
岩手町公式サイト　医療機関を参照。

### 郵便局
- 沼宮内郵便局（集配局、〒028-43xx地域を管轄）
- 川口郵便局（集配局、〒028-42xx地域を管轄）
- 一方井郵便局
- いわて沼宮内駅前郵便局
- 北山形簡易郵便局

### 人口
| |                                        |  |
| 岩手町と全国の年齢別人口分布（2005年） | 岩手町の年齢・男女別人口分布（2005年） |  |
| ■紫色 ― 岩手町 ■緑色 ― 日本全国 | ■青色 ― 男性 ■赤色 ― 女性              |  |
| 岩手町（に相当する地域）の人口の推移 \| 1970年（昭和45年） \| 21,725人 \| \| \| 1975年（昭和50年） \| 20,832人 \| \| \| 1980年（昭和55年） \| 20,350人 \| \| \| 1985年（昭和60年） \| 19,885人 \| \| \| 1990年（平成2年） \| 19,141人 \| \| \| 1995年（平成7年） \| 18,264人 \| \| \| 2000年（平成12年） \| 17,372人 \| \| \| 2005年（平成17年） \| 16,254人 \| \| \| 2010年（平成22年） \| 14,984人 \| \| \| 2015年（平成27年） \| 13,692人 \| \| \| 2020年（令和2年） \| 12,285人 \| \| |                                        |  |
| 総務省統計局 国勢調査より |                                        |  |
| 1970年（昭和45年） | 21,725人                               |  |
| 1975年（昭和50年） | 20,832人                               |  |
| 1980年（昭和55年） | 20,350人                               |  |
| 1985年（昭和60年） | 19,885人                               |  |
| 1990年（平成2年） | 19,141人                               |  |
| 1995年（平成7年） | 18,264人                               |  |
| 2000年（平成12年） | 17,372人                               |  |
| 2005年（平成17年） | 16,254人                               |  |
| 2010年（平成22年） | 14,984人                               |  |
| 2015年（平成27年） | 13,692人                               |  |
| 2020年（令和2年） | 12,285人                               |  |

平成27年国勢調査より前回調査からの人口増減をみると、8.62％減の13,692人であり、増減率は県下33市町村中22位。

## 教育

### 高等学校
- 岩手県立沼宮内高等学校
  - 町内唯一の高等学校である。当町から盛岡方面へは鉄道で30分程度のため、高校進学時に生徒が盛岡方面へ流出する傾向が強く、ここ20年近く定員割れの状態となっている。

### 中学校
- 岩手町立川口中学校
- 岩手町立一方井中学校
- 岩手町立沼宮内中学校

### 小学校
- 岩手町立沼宮内小学校
- 岩手町立川口小学校
- 岩手町立一方井小学校

## 交通

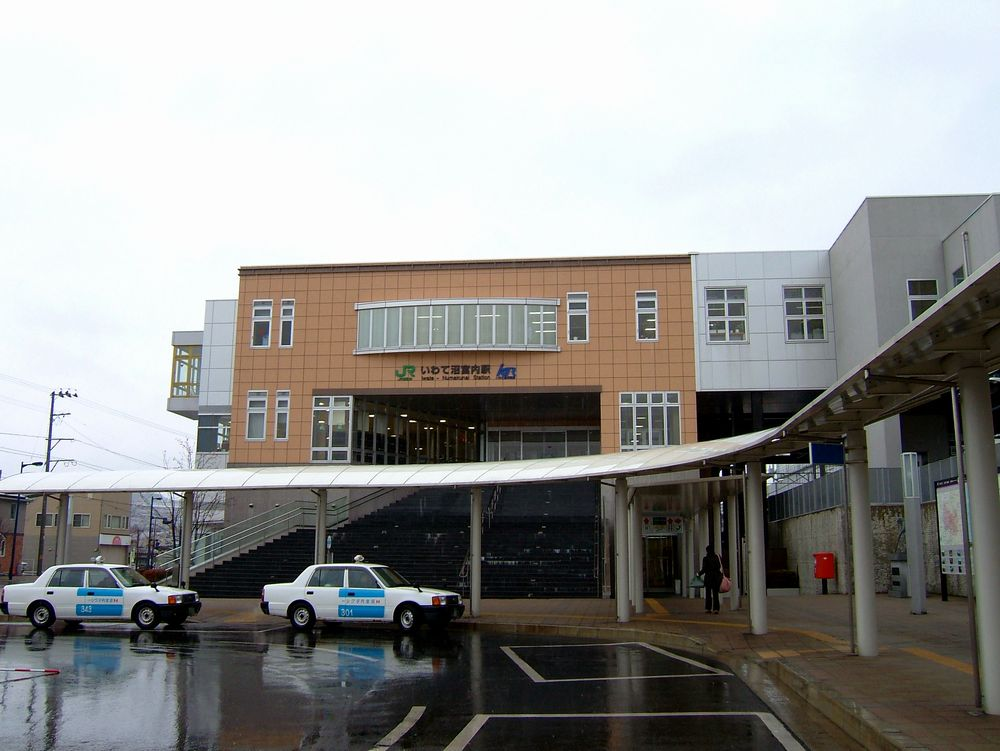
いわて沼宮内駅

### 鉄道路線
- 東日本旅客鉄道（JR東日本）
  - 東北新幹線：いわて沼宮内駅
- IGRいわて銀河鉄道
  - いわて銀河鉄道線：岩手川口駅 - いわて沼宮内駅 - 御堂駅

### バス
- 岩手県北自動車
- ジェイアールバス東北
- コミュニティバス「あいあいバス」

### 道路

#### 一般国道
- 国道4号
  - 道の駅：石神の丘
- 国道281号

#### 県道

##### 主要地方道
- 岩手県道17号岩手平舘線
- 岩手県道30号葛巻日影線

##### 一般県道
- 岩手県道157号岩手川口停車場線
- 岩手県道158号藪川川口線
- 岩手県道253号元木江刈内線
- 岩手県道257号岩手大更線

## ゆかりの有名人
- 園井恵子 (女優)
- 高橋掬太郎（作詞家）
- 下山清 （歌人）

## 出身有名人
- 南部信直 - 南部藩中興の祖
- 板垣征四郎 - 大日本帝国陸軍大将、第46・47代陸軍大臣
- 岩崎茂 - 航空自衛隊 統合幕僚長たる空将、第4代統合幕僚長、防衛大臣政策参与
- 柴田兵一郎 - 実業家・政治家・名誉町民
- 小川正人 - 教育行政学者、東京大学名誉教授
- 阿部作二 - 音響効果技師
- 工藤孝一 - ベルリンオリンピックサッカー日本代表コーチ
- 日蔭温子 - 女子プロゴルファー
- 千葉星子 - タレント、ファッションモデル、料理研究家
- 岩井優花 - バレリーナ、Kバレエ団所属